# Port de Calcutta
Port de Calcutta, United Nations Location Code INCCU est une infrastructure fluviale située sur le Hooghly à Calcutta en Inde.
Il est inclus dans le projet Sagarmala de modernisation. Le gouvernement Indien a autorisé des investissements directs étrangers jusqu'à 100 % pour les projets de construction et de maintenance portuaire. Le gouvernement a aussi lancé un programme national de développement maritime avec un budget de 13 milliards d'euros, de la côte est de l'Inde. C'est un port créé en 1870, principal port jusque dans les années trente,  son trafic s’élevait à  10,9 Mt en 1928 – 1929, 54 Mt en 2008-2009 puis à 46,2 Mt en 2009-2010.

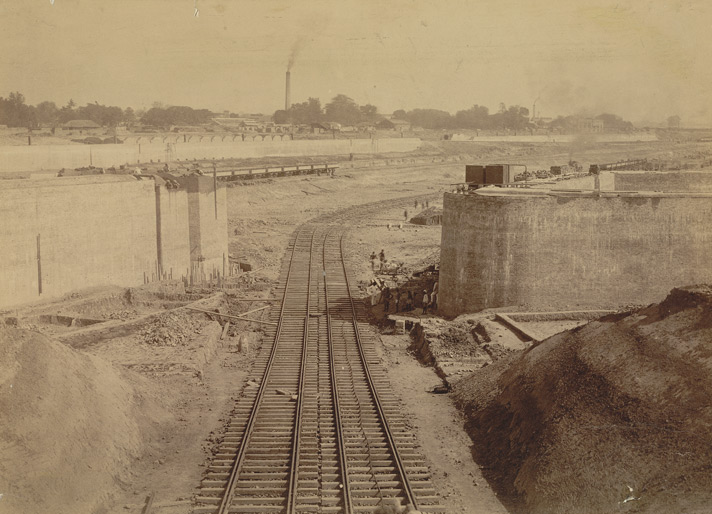
Le port en 1885,
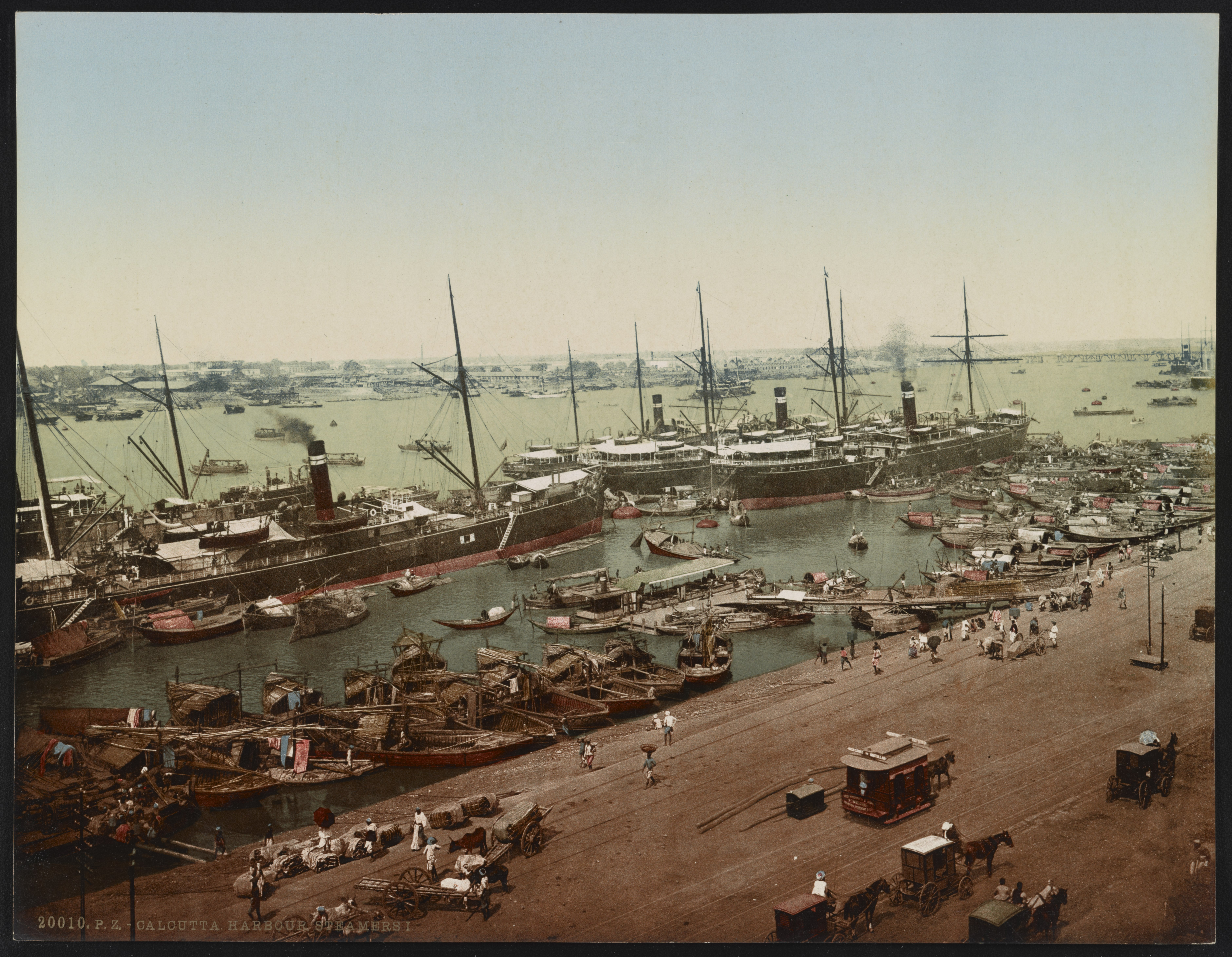
en 1890,
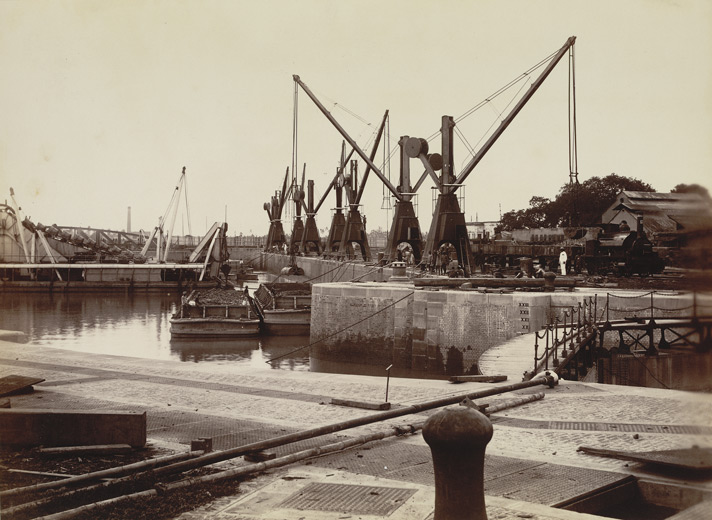
en 1893,
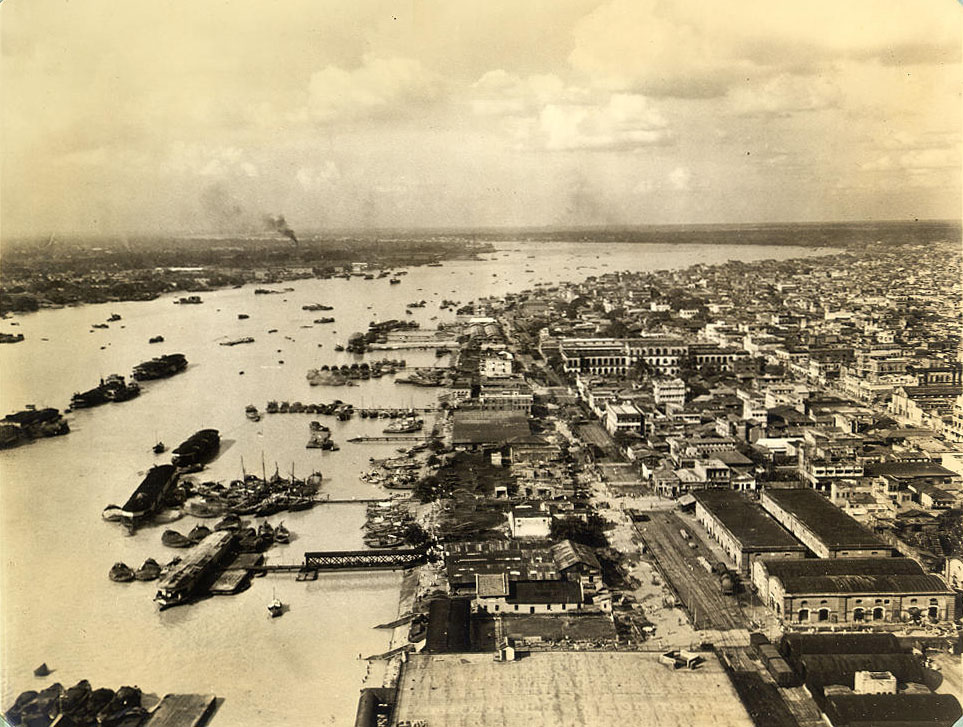
en 1945.
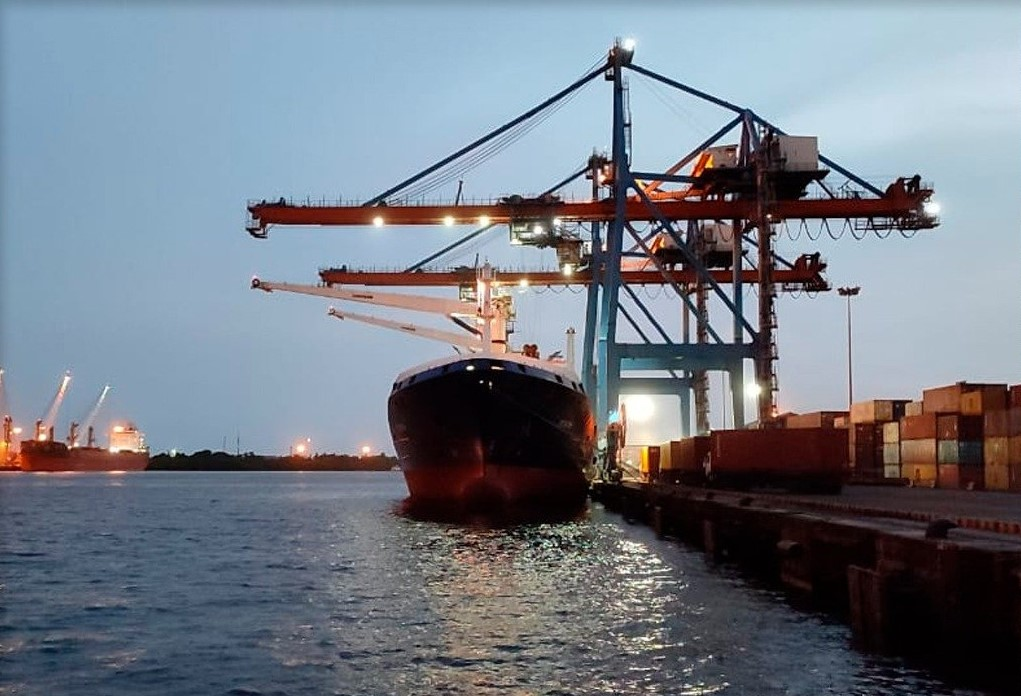
Dock de Haldia,
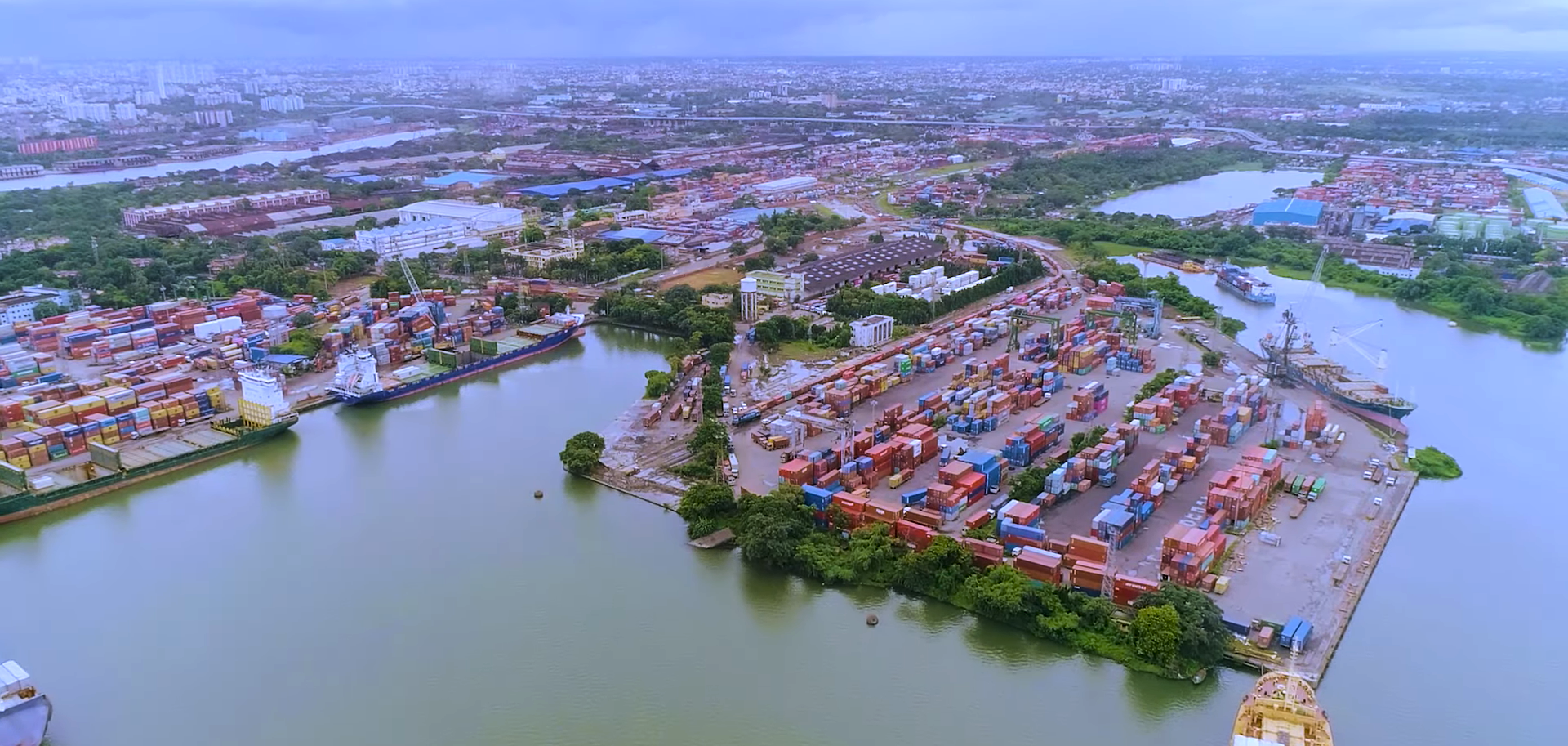
et de Subhas.

La ligne de fret ferroviaire reliant le port sec de Sirsiya (en) de 1 676 km a été modernisée par Indian Railways et achevés en 2005 ; le port de Calcutta est ainsi le principal débouché commercial du Népal. C'est la seule infrastructure de la Nouvelle route de la soie en Inde.

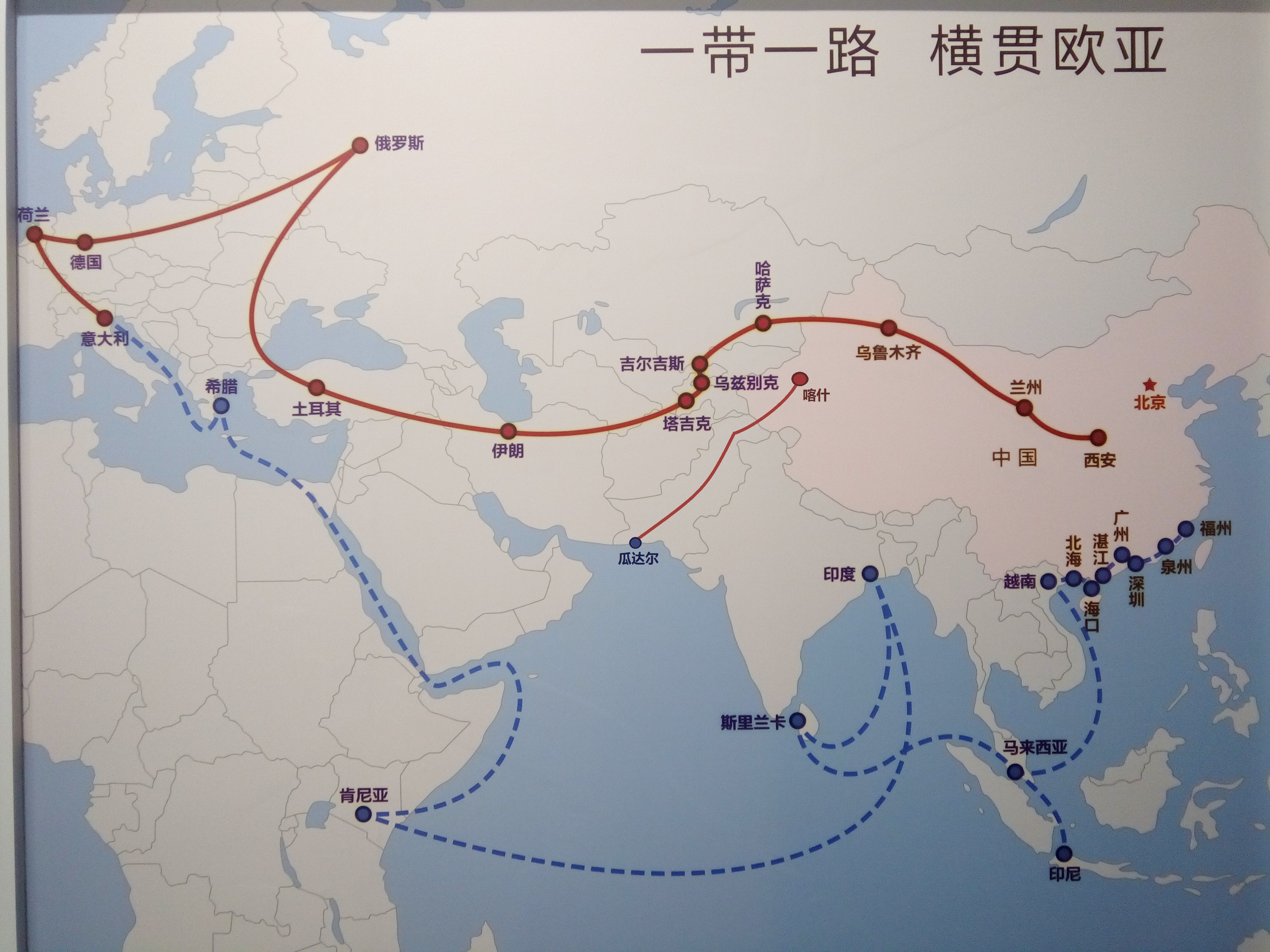
Route de la soie maritime.